# ソン・ナウン
ソン・ナウン（朝鮮語: 손나은、1994年2月10日 - ）は、韓国の歌手、女優、モデル。女性グループApinkの元メンバー。身長167cm。B型。カトリック教徒で洗礼名はマルチェッラ。妹はプロゴルフ選手のソン・セウン（손새은）。

## 来歴

### 生い立ち
1994年、ソウル特別市江南区に生まれる。本貫は密陽孫氏。家族の多くが美術を専攻し、母は美術館の館長を務めている。自身も13年ほど美術を学び美大進学を考えていたが、いとこからオーディションを一緒に受けようと誘われ受けたところ合格し、JYP練習生となる。
清潭中学校、ソウル公演芸術高等学校を卒業し、2014年に東国大学校演劇映画学科に進学している。

### デビュー後
グループ活動は「Apink」のページを参照。
他のメンバーとともにCUBEエンターテインメントに移り、2011年にCUBEから新設されたA CUBEエンターテインメントからApinkが結成されデビュー。ティーザーにて一人目のメンバーとしてお披露目される。
2012年、SBSドラマ『大風水』でヒロインの少女期を演じ女優活動もスタートさせ、韓国で長きに渡り映画シリーズ化された「家門の栄光シリーズ」の第5作『家門の帰還－家門の栄光5』に出演し映画デビューを果たす。
2013年、バラエティ番組『私たち結婚しました』ではSHINeeのテミンと当時歴代最年少で仮想夫婦生活を送り注目を集め、MBC放送芸能大賞で今年のスター賞を受賞する。
グループ活動と並行して女優活動も続け、2015年『2度目の二十歳』、2016年『シンデレラと4人の騎士』、2017年『世界でもっとも美しい別れ』などドラマに出演。
2017年、PSYの『New Face』のMVでヒロインを務め、パフォーマンスが話題を集める。2018年からはアディダスやサマンサタバサ、shu uemuraなどアパレル・コスメブランドの公式モデルを務め、CMクイーンにも浮上する。
2018年、映画『女哭声』で初主演を務める。2020年、ドラマ『夕食、一緒に食べませんか?』では大人のロマンスを演じた。
2021年4月、前身のA CUBEエンターテインメント時代からデビュー以来10年所属したPlay Mエンターテイメントを退社。5月3日、女優活動のためYGエンターテインメントと契約を結んだ。Apinkからは脱退せず引き続きグループ活動は継続することも発表された。
2022年2月、ファッションブランド『ジミーチュウ』の韓国公式アンバサダーに就任した。
4月8日、11年間活動したApinkからの脱退を発表。「難しい決定でしたが、これからは私もまた1人の “PANDA”(Apinkのファンクラブ名)となって「Apink」を応援していこうと思います」とInstagramに心境を綴った。
2025年、YGの俳優マネジメント業務が終了し、5月にJ,WIDEカンパニーと専属契約を締結した。

## 人物・エピソード

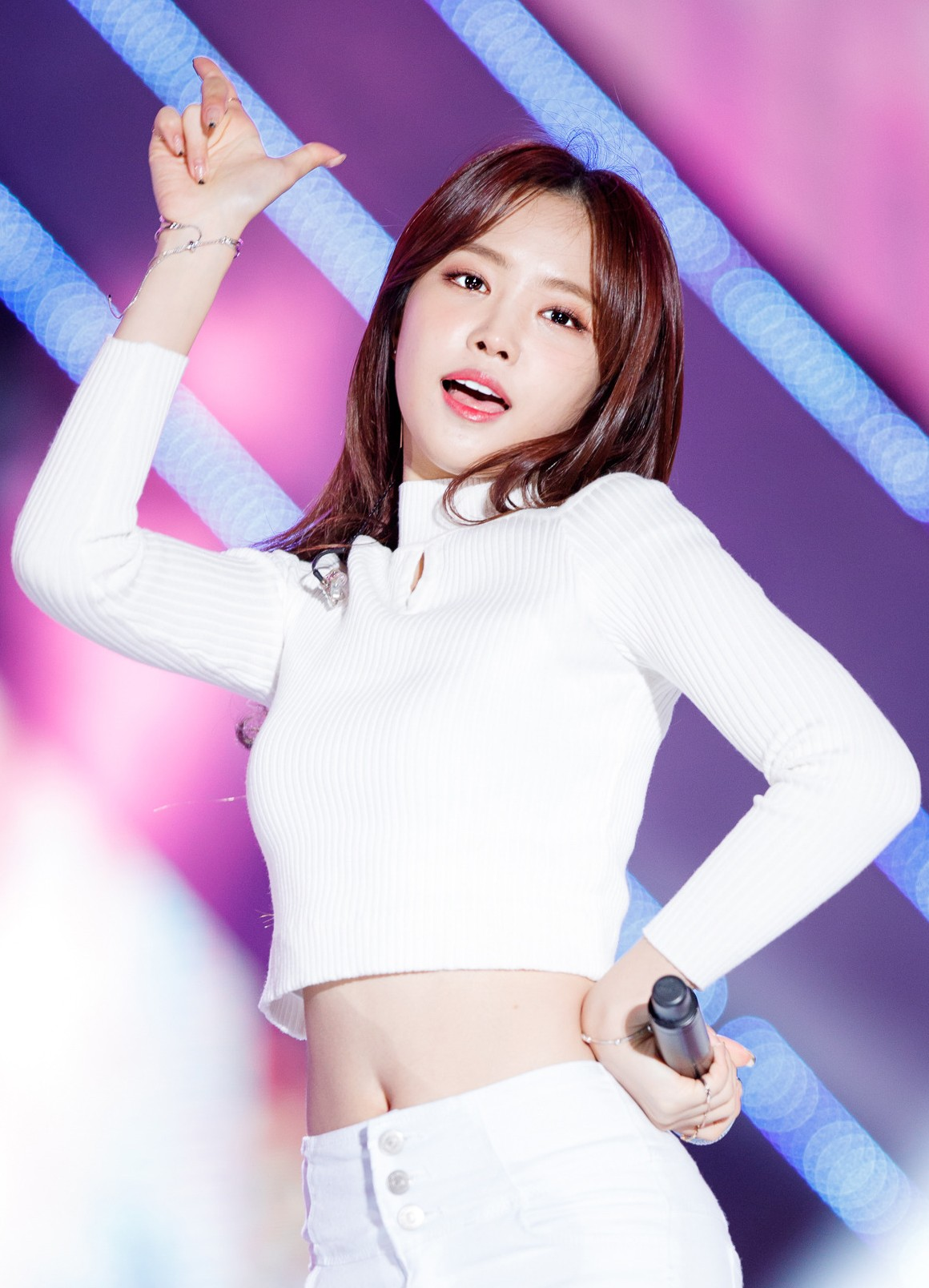
2016年10月23日

Apinkではビジュアルセンターで年齢的にも中間のポジションにいることから、「Apinkの中心ナウンです」と自己紹介していた。
細身の体形で、バラエティ番組『Running Man』でウエストを計測したところ19インチ(約48.3cm) だった。
2014年にApinkの『LUV』の振り付け練習の動画を公開した際に、アディダスのレギンスを着用し踊るナウンのスタイルの美しさがSNSで話題となり”レギンスの女神"と呼ばれるようになる。ファッションアイコンとして注目され、ナウンが着用したアイテムが完売するなど「ソン・ナウン効果」という言葉も誕生した。
人生において「Destiny is a matter of choice（運命は自身の選択にかかっている）」という言葉を大切にしている。
絵を描くことを得意とし、Apinkの3枚目のミニアルバム『Secret Garden』のデザインにも参加し「Art&Work Design ソン・ナウン」とクレジットされている。
留学経験はないが英語が堪能である。
女優のシム・ウンギョンとは小中学校の同級生。

## 慈善活動
Apinkとしても慈善活動を続けてきたが、個人でもファンと共に新生児のために毛糸の帽子を編んだり、飲み水の足りない海外の地域に井戸を掘るための慈善活動を行っている。
自身の誕生日にはファンに向けて「誕生日プレゼントの代わりに周りの恵まれない人々に寄付してほしい」と呼びかけ、2017年にナウンのファンクラブから韓国白血病子供財団に210万ウォンとおもちゃなどが寄付された。2018年の誕生日にはファンと陰城郡の福祉施設で奉仕活動を行った。
2020年、新型コロナウイルス感染症の影響を受けた低所得世帯の支援のため、大邱社会福祉共同募金会を通して5000万ウォンを寄付した。

## 出演

### ドラマ
| 年度   | 放送社 | タイトル                             | 役                                | 備考            | 参考   |
| ------ | ------ | ------------------------------------ | --------------------------------- | --------------- | ------ |
| 2012年 | SBS    | サンショウウオ導師と恋まじない       | 이태은 (イ・テウン)               | 特別出演(4話)   | [ 41 ] |
| 2012年 | SBS    | 大風水                               | 어린 윤해인 (幼少期 ユン・ヘイン) | 7話 降板        | [ 42 ] |
| 2012年 | JTBC   | 限りない愛                           | 오수미 (オ・スミ)                 |                 | [ 43 ] |
| 2015年 | tvN    | 2度目の二十歳                        | 오혜미 (オ・ヘミ)                 |                 | [ 44 ] |
| 2016年 | tvN    | シンデレラと4人の騎士                | 박혜지 (パク・ヘジ)               |                 |        |
| 2017年 | tvN    | 世界でもっとも美しい別れ             | 재영（ジェヨン）                  |                 |        |
| 2020年 | MBC    | 夕食、一緒に食べませんか?            | 진노을（チン・ノウル）            |                 |        |
| 2021年 | JTBC   | 人間失格                             | 민정（ミンジョン）                |                 |        |
| 2022年 | tvN    | ゴースト・ドクター                   | 오수정（オ・スジョン）            |                 |        |
| 2023年 | JTBC   | ポジション 〜広告代理店の女王〜      | 강한나（カン・ハンナ）            |                 |        |
| 2024年 | JTBC   | 家いっぱいの愛                       | 변미래（ピョン・ミレ）            |                 |        |
| 2025年 | JTBC   | オク氏夫人伝 -偽りの身分 真実の人生- | 옥태영（オク・テヨン）            | 特別出演（1話） | [ 45 ] |

### テレビ
レギュラーのみ
| 年度 | 放送局 | タイトル                   | 備考                                           | 参考   |
| ---- | ------ | -------------------------- | ---------------------------------------------- | ------ |
| 2013 | MBC    | 私たち結婚しました season4 | 2013年4月27日〜2014年1月4日 with SHINee テミン | [ 46 ] |
| 2020 | JTBC   | 感性キャンピング           | 2020年10月13日〜2021年1月8日                   |        |

### 映画
| 年度   | タイトル                 | 役                                | 備考 | 参考   |
| ------ | ------------------------ | --------------------------------- | ---- | ------ |
| 2012年 | 家門の栄光5 - 家門の帰還 | 어린 윤해인 (幼少期 ユン・ヘイン) |      | [ 47 ] |
| 2018年 | 女哭声                   | 옥분 (オクブン)                   | 主演 |        |

### ミュージックビデオ
| 年度   | 歌手     | 曲名                                                |
| ------ | -------- | --------------------------------------------------- |
| 2010年 | BEAST    | 「숨」 （→息）                                      |
| 2010年 | BEAST    | 「Beautiful」 「니가 제일 좋아」 （→君が1番好き）   |
| 2012年 | ホ・ガク | 「나를 사랑했던 사람아」（→僕が愛した人よ）         |
| 2012年 | ホ・ガク | 「아프다」（→苦しい）                               |
| 2013年 | SPEED    | 「슬픈약속」（→悲しい約束） 「It's Over 드라마ver」 |
| 2016年 | VICTON   | 「아무렇지 않은 척」 （→何でもないフリ）            |
| 2017年 | PSY      | 「NEW FACE」                                        |
| 2018年 | ホ・ガク | 「흔한 이별」 （→ありふれた別れ）                   |

### 広告
- peripera（2013年）[48]

- CLIO化粧品 peripera（2013年-2014年）
- ロクシタン（2016年-2017年）[49]
- CALOBYE（2017年 - )
- 舞鶴 チョウンデイ（2017年-2018年）[23]
- 韓国コカ・コーラ スプライト（2017年-2018年）[50]
- MARC JACOBS（2018年）
- アディダス コリア[51]
- shu uemura（2018年）[21]
- LG生活健康 Dr.Groot（2018年）[52]
- サマンサタバサ（2018年 - ）[22]
- 農心 ノグリラーメン（2019年 - ）[53]
- 東遠ツナ（2019年 - ）[54]
- OBビール CASS（2019年 - ）[55]
- EVO Plus ICL（2020年）
- OA（2021年 - ）
- ジョンソン・エンド・ジョンソン ニュートロジーナ（2021年 - ）[56]
- PUMA（2022年 - ）
- ジミーチュウ（2022年 - ）
- JJ JIGOTT（2022年 - ）
- ザ・ノース・フェイス（2023年 - ）[57]

## 広報大使
- 東国大学（2013年）[58]

## 雑誌
| 年度 | 月号   | 雑誌名        | 参考   |
| ---- | ------ | ------------- | ------ |
| 2013 | 8月号  | Singles       | [ 59 ] |
|      | 9月号  | ARENA HOMME＋ |        |
|      | 10月号 | SURE          | [ 60 ] |
| 2015 | 11月号 | COSMOPOLITAN  | [ 61 ] |

## 賞とノミネート

### 受賞
- 2013年「MBC放送芸能大賞 今年のスター賞」[17]
- 2020年「韓国ファーストブランド大賞 女性CFモデル部門」
- 2020年「MTN放送広告フェスティバル CMスター賞」[62]

### ノミネート
- 2013年「MBC放送芸能大賞 ベストカップル賞 with テミン(SHINee)」[63]
- 2020年「MBC演技大賞 新人女優賞」